# Johann Smith
Johann Ryan Anwar Smith (* 25. April 1987 in Hartford, Connecticut) ist ein ehemaliger US-amerikanischer Fußballspieler.
Der Abwehrspieler ist variabel auf der linken Seite einsetzbar. Er spielt sowohl in der Abwehr, im Mittelfeld als auch im Sturm.

## Fußballkarriere

### Jugend
Smith wuchs in Bloomfield, Connecticut auf und besuchte die dortige Watkinson School, eine Privatschule. Für die Schulmannschaft war er vier Jahre lang aktiv. Neben dem Fußballmannschaft war er in der Laufmannschaft aktiv und schafften die 100 Meter in 10,5 Sekunden.
Neben der Schule spielte er im Jugendfußballklub Oakwood Soccer Club. Hier wurden Scouts des englischen Fußballklubs Bolton Wanderers auf ihn aufmerksam. Smith wechselte auf die Insel und erhielt Drei-Jahres-Stipendium an der Jugendakademie der Wanderers.

### Profi
In der Saison 2006/07 saß Smith zum ersten Mal bei Spielen der Wanderers in der Premier League auf der Bank. Sein Debüt für die erste Mannschaft gab er bei einem League-Cup-Spiel gegen Charlton Athletic im Oktober 2006. Wenig später wurde im Premier-League-Spiel gegen Manchester United eingewechselt.
In den kommenden zwei Jahren wurde er immer wieder an unterklassige Vereine verliehen. So konnte er Erfahrungen bei Carlisle United, FC Darlington und Stockport County sammeln. Im Mai 2008 wurde sein Vertrag nicht weiter verlängert.
Im Sommer 2008 wechselte Smith nach Kanada zum Toronto FC. In der Major League Soccer gab er am 17. August 2008 sein Debüt. Während der Saison 2009 gab Smith bekannt, Toronto verlassen zu wollen. Nach langen Gesprächen wurde Smith am 16. Juni 2009 freigestellt.
Im Juli 2009 unterzeichnete er einen zwei Jahresvertrag beim kroatischen Erstligisten HNK Rijeka. Nach nur einem halben Jahr wechselte er erneut und zwar zum schwedischen Verein Kalmar FF. Dort wurde er allerdings am 25. Mai wieder entlassen, da er nicht die Vorgaben erfüllte.
Die kommenden zwei Jahre war er ohne Verein. Er absolvierte mehrere Probetrainings u. a. bei den deutschen Vereinen Wacker Burghausen, Kickers Offenbach und 1. FC Magdeburg. Im Sommer 2012 trainierte bei den New York Red Bulls mit, wurde aber nicht verpflichtet.
Im September 2012 unterzeichnete er bei der finnischen Fußballmannschaft Kuopion PS, wo er bis zum Ende der Saison vier Spiele absolvierte.
Nach weiteren zwei Jahren ohne Verein, spielte Smit 2014 bei den beiden australischen Fußballmannschaften Adelaide Raiders und Cumberland United in der zweitklassigen National Premier Leagues South Australia.
Seit dem 17. März 2015 ist er für den FC Edmonton in der North American Soccer League aktiv.

### Nationalmannschaft
Von 2006 bis 2007 lieg Smith für die U-20 Nationalmannschaft der USA. Er stand im Kader für die U-20-Fußball-Weltmeisterschaft 2007, konnte aber aufgrund einer Verletzung nicht spielen.

## Akademische Laufbahn
Seit dem Wintersemester 2021/2022 studiert Smith an der Stanford University. Er belegt hierbei das Hauptfach Amerikanische Geschichte, um sich hierüber für das Medizinstudium in Stanford zu qualifizieren. Neben dem Studium ist er ehrenamtlicher Trainer der Fußballmannschaft der Männer seiner Universität.